# Estic
|  | Aquest article tracta sobre l'equip utilitzat en l'hoquei. Si cerqueu la comèdia escrita pel dramaturg romà Plaute, vegeu «Stichus». |

Mides de l'estic.

El pal o estic és el principal equip utilitzat en l'hoquei. És un pal format per un mànec i una part inferior corba, amb el que s'impulsa la bola o el disc. És habitualment de fusta, plàstic o fibra de carboni, encara que algunes vegades pot ser de grafit o kevlar per a donar-li més resistència. Antigament, els adults jugaven amb pals de 36 polzades. Posteriorment, van començar a aparèixer altres mides com ara 37,5 polzades

## Mides
En hoquei sobre herba, les mides i el pes del pal són codificats al Reglament de la Federació Internacional d'Hoquei: un metre de llargada, 15 centímetres de base i 5 centímetres de gruix. El pes no excedeix els tres o quatre quilos. L'estic ha de passar a través d'un cèrcol de 51 mm per ser apte per la competició.

## Història i materials
Al principi, l'únic material acceptat era la fusta. Els pals es fabricaven principalment a l'Índia i al Pakistan, països que a més a més eren líders mundials en l'esport. La fusta provenia d'un arbre anomenat mulberry i es corbava en grans premses de vapor per a fabricar la part inferior de la “J”, anomenada formalment “pipa”.
Durant els anys 80 es va començar a substituir la fusta pel material sintètic, normalment a partir d'una mescla de fibra de vidre, kevlar i carbó. A diferència dels pals de fusta tradicionals, aquests són més durs i lleugers. L'energia cinètica d'una pilota depèn del quadrat de la velocitat, això obliga a reforçar les mesures de seguretat, especialment a protegir millor als porters.???
Per altra banda, els pals sintètics no pateixen variacions de fabricació. Es poden trencar i estan exposats al desgast de la corba (com els de fusta), tot i que en dimensions menors.

## Geometries
S'han desenvolupat pals especials per a porters, sobretot per evitar que en una parada de revés amb el pal ras a terra, la pilota passi per sota de la corba de la “J”.
Una altra evolució ha estat el radi de curvatura de la “J”. Cap al 1940 el radi de curvatura era d'uns vint centímetres. A partir dels anys 80, el radi de curvatura el va anar reduint progressivament, sobretot a causa de la introducció dels terrenys de joc sintètics. Des de finals de 1990 s'utilitzen radis de curvatura que oscil·len al voltant dels cinc centímetres.